# Matīšu pagasts
Matīšu pagasts er en territorial enhed i Burtnieku novads i Letland. Pagasten havde 990 indbyggere i 2010 og omfatter et areal på 80,40 kvadratkilometer. Hovedbyen i pagasten er Matīši.